# Tristrana kupola
| Tristrana kupola      | Tristrana kupola                        |
| --------------------- | --------------------------------------- |
|                       |                                         |
| Vrsta                 | Johnsonovo telo J2-J3-J4                |
| Stranske ploskve      | 1+3 trikotnikov 3 kvadrati 1 šestkotnik |
| Oglišča               | 9                                       |
| Robovi                | 15                                      |
| Konfiguracija oglišča | 6(3.4.6) 3(3.4.3.4)                     |
| Grupa simetrije       | C3v                                     |
| Dualni polieder       | -                                       |
| Značilnosti           | konveksna                               |
| mreža telesa          |                                         |

Tristrana kupola je eno izmed Johnsonovih teles (J3). Izgleda kot polovica kubooktaedra.
V letu 1966 je Norman Johnson (rojen 1930) imenoval in opisal 92 teles, ki se sedaj imenujejo Johnsonova telesa.

## Prostornina in površina
Naslednja izraza za prostornino V in površino P sta uporabna za vse vrste stranskih ploskev, ki so pravilne in imajo dolžino roba 1:

{\displaystyle V=({\frac {5}{3{\sqrt {2}}}})a^{3}\approx 1,17851...a^{3}\!\,,}
{\displaystyle P=(3+{\frac {5{\sqrt {3}}}{2}})a^{2}\approx 7,33013...a^{2}\!\,.}

## Dualni polieder
Dualno telo tristrane kupole ima 12 trikotniških stranskih ploskev:
| Dualno telo tristrane kupole | Mreža dualnega telesa |
| ---------------------------- | --------------------- |
|                              |                       |